# Скоморохово (Калязінський район)
Скоморохово (рос. Скоморохово) — присілок в Калязінському районі Тверської області Російської Федерації.
Населення становить 1 особу. Входить до складу муніципального утворення Семендяєвське сільське поселення.

## Історія
Від 2005 року входило до складу муніципального утворення Семендяєвське сільське поселення.

## Населення
| 2010 |
| ---- |
| 1    |